# واراکو (پاسکو)
واراکو (به اسپانیایی: Waraqu) یک کوه در پرو است که در پرو واقع شده‌است. واراکو ۴٬۸۰۰ متر بالاتر از سطح دریا واقع شده‌است.